# K-Réena
Katherine Macarena Contreras Contreras (Santiago, 15 de agosto de 1986), más conocida como K-Réena, es una cantante chilena de música pop, soul y R&B.

## Biografía
Es sobrina nieta de la reconocida cantante chilena Palmenia Pizarro. Desde pequeña se dedicó a mostrar su talento musical en festivales de colegio imitando a artistas como Michael Jackson. Influenciada por la música negra, debutó musicalmente siendo la vocalista de una banda soul, hip hop y funk denominada Mr. Motaraz recorriendo diversos eventos y festivales a lo largo del país. Es en ese entonces cuando decide tomar clases de canto en la Academia de Luis Jara, artista con el cual ha compartido escenario en varias ocasiones.
Para el año 2007, Katherine ingresa al programa busca talentos de TVN Rojo Fama Contrafama, donde llamó la atención por su look afro y recibió gran apoyo del público.

### 2008-presente
Decidida a emprender su carrera como solista, Katherine decide dar un giro adaptando un nombre artístico, K-Réena, originado por la combinación de sus nombres Katherine y Mackarena. Guiada por sus influencias en la música negra, el año 2009 saca su primer disco homónimo "K-Réena" bajo la discográfica Sello Azul. Este disco tuvo varios sencillos como "Aún estás", “Siento tanto amor”, y “Rating”, este último con la colaboración del rapero Zaturno.
En el año 2010, K-Réena realizó una adaptación de la canción "Los Momentos" de Eduardo Gatti para participar en el Festival de Viña del Mar 2010, demostró la capacidad de  convertir un clásico en una canción llena de beats, actual y fresca. Si bien, no fue la canción ganadora para representar a Chile en la competencia internacional, su participación le permitió ser parte de este festival, donde interpretó junto a otros artistas del Sello Azul, el himno del Bicentenario. 
El 22 de marzo de 2014, junto con otros artistas como Denise Rosenthal, Saiko, Difuntos Correa, Camila Silva y Gepe estuvo presente en la primera edición del Festival de la Diversidad "Daniel Zamudio", festival organizado en conmemoración al joven homosexual brutalmente asesinado el 2012 y que está a favor de la diversidad en cualquier ámbito y la fomentación de la no-discriminación, en especial de las personas LGBT.

## Discografía

### Álbumes de estudio
- 2009 - K-Réena

### Sencillos
- Siento tanto amor
- No quiero ser
- Fuente de mi Ilusión
- Cuestión de piel
- Toda Mi Verdad
- Paren El Dolor
- Te Siento En Mí
- Rating
- Aún estás
- Atrévete a Sentir
- Llegó a su Fin
- Ámame   (R&B Versión - Luis Jara - Autor: Reinaldo Tomás Martines)
- Siento tanto amor    Versión Especial

- Los Momentos   ( Versión propia - Festival de la Canción de Viña Del Mar 2010)